# Marcelo de Oliveira Guimarães
Marcelo de Oliveira Guimarães (Salvador, 15 de agosto de 1947) é um ex-deputado estadual brasileiro pelo estado da Bahia e o ex-presidente do Esporte Clube Bahia.

## Biografia
Cursou o Primário no Colégio Pio XII e o Secundário no Ginásio João Florêncio Gomes, em Salvador, 1965. Formou-se em Economia pela Universidade Católica do Salvador-UCSAL, 1980. Serviu como oficial do exército, no período de 1969 a 1976. Iniciou a vida profissional como técnico Presidente da Caixa Parlamentar da Assembléia Legislativa da Bahia, de 1995 a 1998. Presidente do Esporte Clube Bahia, 1997 a 2005.
Foi eleito deputado estadual pelo Partido da Reconstrução Nacional (PRN), de 1991 a 1995 e reeleito deputado estadual pelo Partido Liberal (PL), de 1995 a 2001, mas obtém a ínfima votação de 44.270 votos, não foi eleito.